# Vladimír Maňka

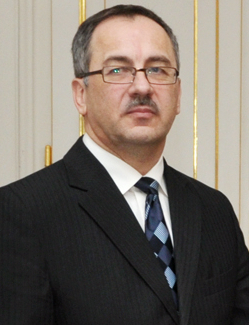
Vladimir Maňka

Vladimír Maňka (* 19. September 1959 in Lučenec) ist ein slowakischer Politiker der SMER.

## Leben
Maňka studierte Ingenieurswesen. Von 1983 bis 1992 leitete er die Investitionsabteilung des Maschinenbauunternehmens Podpolianské Strojárne Detva, danach saß er im Aufsichtsrat. Zwischenzeitlich war er 1989 Praktikant beim Ministerium für Eisenhüttenwesen, Maschinenbau und Elektrotechnik der ČSSR. Von 1992 bis 1998 war er Geschäftsführer einer Handelsgesellschaft, in dieser Zeit absolvierte er 1995 ein Managementpraktikum im Rahmen des USAID-Programms der Regierung der Vereinigten Staaten.
Maňka war von 1997 bis 1999 Vorsitzender des Wirtschaftsrats der postkommunistischen Partei SDĽ. In den letzten Jahren fungierte er als stellvertretender Parteivorsitzender, nach der Fusion mit der SMER wurde er dort ebenfalls stellvertretender Vorsitzender.
Von 1998 bis 2002 war Maňka Abgeordneter im Nationalrat der Slowakischen Republik. Von 1999 bis 2005 war er Bürgermeister von Zvolen. Seit 2004 ist er Abgeordneter im Europäischen Parlament.